# Molière du spectacle jeune public
Palmarès du Molière du spectacle jeune public (et nominations) :
- 2005 : Lettres d’amour de 0 à 10 mise en scène de Christian Duchange par la compagnie l’Artifice

- 2006 : Un petit chaperon rouge de Florence Lavaud par le Chantier théâtre

- 2007 : La Mer en pointillés / Serge Boulier
  - Le Bleu de Madeleine et les autres / Anne-Marie Marques
  - Des joues fraîches comme des coquelicots / Eve Ledig
  - L’Ogrelet / Christian Duchange
  - Yaël Tautavel ou l’enfance de l’art / Stéphane Jaubertie, Nino D’Introna

- 2008 : L'hiver 4 chiens mordent mes pieds et mes mains, Philippe Dorin/Sylviane Fortuny
  - Nosferatu mis en scène et joué par Denis Athimon et Julien Mellano
  - Petit Pierre de Suzanne Lebeau, mise en scène Maud Hufnagel
  - Seule dans ma peau d'âne, de et mise en scène d'Estelle Savasta

- 2009 : 86 cm d'Alice Laloy, La Compagnie s'appelle reviens et In 1 et 2 d'Isabelle Hervouët, Compagnie Skappa, ex aequo
  - La Maison de Nathalie Pernette, Compagnie Pernette
  - L'Enfant et les ténèbres ou La Nuit électrique de Mike Kenny, mise en scène Marc Lainé, Comédie de Valence

- 2010 : Oh Boy ! d'après le roman éponyme de Marie-Aude Murail, mise en scène Olivier Letellier, Théâtre du Phare
  - Blanche Neige d’après Jacob et Wilhelm Grimm, mise en scène Nicolas Liautard
  - Comment ai-je pu tenir là-dedans ? d’après Alphonse Daudet, adaptation Stéphane Blanquet et Jean Lambert-Wild, mise en scène Jean Lambert-Wild
  - Faim de loup d’après Jacob et Wilhelm Grimm, mise en scène Ilka Schonbein

- 2011 : Vy, de Michèle Nguyen et Alberto Garcia Sanchez/Collectif Travaux Publics
  - P.P. les p’tits cailloux, d'Annabelle Sergent et Vincent Loiseau (alias Kwal), mise en scène Anne Marcel/Compagnie Loba
  - Terres ! de Lise Martin, mise en scène Nino d'Introna, TNG de Lyon
  - Y es-tu ? d'Alice Laloy/La comapagnie s’appelle reviens

## Molière du jeune public
- 2016 : Pinocchio de Joël Pommerat, mise en scène de l'auteur, Odéon - Théâtre de l'Europe
  - Aladin de Jean-Philippe Daguerre et Igor De Chaillé, mise en scène Jean-Philippe Daguerre, théâtre du Palais-Royal
  - La Petite Fille aux allumettes de Julien Salvia, Ludovic-Alexandre Vidal et Anthony Michineau, mise en scène David Rozen, théâtre du Gymnase Marie-Bell
  - Raiponce et le Prince aventurier de Julien Salvia, Anthony Michineau et Ludovic-Alexandre Vidal, mise en scène Guillaume Bouchède, théâtre de la Porte-Saint-Martin

- 2017 : Dormir 100 ans de Pauline Bureau, mise en scène Pauline Bureau, Compagnie La Part des Anges
  - L'Après-midi d'un foehn, mise en scène Phia Ménard, Compagnie Non Nova
  - Le Bossu de Notre-Dame d’après Victor Hugo, mise en scène Olivier Solivérès, théâtre de la Gaîté-Montparnasse
  - Les Fourberies de Scapin de Molière, mise en scène Jean-Philippe Daguerre, théâtre Saint-Georges

- 2018 : Le Petit Chaperon rouge, de Joël Pommerat, mise en scène Joël Pommerat, Cie Louis Brouillard
  - Le Livre de la jungle, de Ely Grimaldi et Igor de Chaillé, mise en scène Ned Grujic, théâtre des Variétés
  - Le Malade imaginaire, de Molière, adaptation Jean-Philippe Daguerre, mise en scène Jean-Philippe Daguerre, théâtre Saint-Georges
  - Les Petites Reines, d’après Clémentine Beauvais, adaptation Justine Heynemann et Rachel Arditi, mise en scène Justine Heynemann, Production Soy Création

- 2019 : M comme Méliès, d'Élise Vigier et Marcial Di Fonzo Bo, mise en scène Élise Vigier et Marcial Di Fonzo Bo, Comédie de Caen/CDN de Normandie
  - Les Aventures de Tom Sawyer, de Ludovic-Alexandre Vidal et Julien Salvia, mise en scène David Rozen, théâtre Mogador
  - Jules Verne, la comédie musicale, de Nicolas Nebot et Dominique Mattei, mise en scène Nicolas Nebot, théâtre Édouard-VII
  - Verte, de Marie Desplechin, adaptation Léna Bréban et Alexandre Zambeaux, mise en scène Léna Bréban, Espace des Arts (scène nationale Chalon-sur-Saône)

- 2020 : La Petite Sirène d’après Hans Christian Andersen, mise en scène Géraldine Martineau, Studio-Théâtre de la Comédie-Française
  - Pinocchio le conte musical, livret Ely Grimaldi et Igor de Chaillé, mise en scène Guillaume Bouchède, Théâtre des Variétés et Théâtre de Paris
  - Le Tour du monde en 80 jours de Ludovic-Alexandre Vidal et Julien Salvia, mise en scène David Rozen, Théâtre Mogador
  - Les Yeux de Taqqi de Frédéric Chevaux, mise en scène Cédric Revollon, Cie Paname Pilotis

- 2022 : J’ai trop d’amis de David Lescot, mise en scène de David Lescot, Théâtre de la Ville – Paris et Compagnie du Kaïros
  - Blanche Neige – & les sept nains, d’après les frères Grimm, mise en scène d’Olivier Solivérès, Théâtre de la Gaîté Montparnasse
  - Hansel et Gretel, d’après les frères Grimm, mise en scène de Rose Martine, Studio-Théâtre de la Comédie-Française
  - Les Mystérieuses cités d’or d’Igor de Chaillé et Ely Grimaldi, mise en scène de Nicolas Nebot, Théâtre des Variétés

- 2023 : La Reine des neiges, l'histoire oubliée de Johanna Boyé et Élisabeth Ventura, mise en scène Johanna Boyé - Comédie-Française et Théâtre du Vieux-Colombier
  - Gretel, Hansel et les autres de Igor Mendjisky, d'après Les Frères Grimm, mise en scène Igor Mendjisky - Moya Krysa
  - Odyssée : la conférence musicale de Julie Costanza et Jean-Baptiste Darosey, d'après Homère, mise en scène Stéphanie Gagneux - Théâtre Lucernaire et Théâtre de la Huchette
  - Space Wars d'Olivier Solivérès, mise en scène Olivier Solivérès - Théâtre Michel

- 2024 : Neige de Pauline Bureau
  - Les aventures de Pinocchio de Olivier Solivérès
  - Denver, le dernier dinosaure d’Arthur Jugnot et Guillaume Bouchède
  - Icare de Guillaume Barbot

- 2025 : Ulysse, l’Odyssée musicale de Ely Grimaldi et Igor de Chaillé, mise en scène Guillaume Bouchède, Théâtre des Variétés
  - Cartoon – ou n’essayez pas ça chez vous ! de La compagnie de Louise, mise en scène Odile Grosset-Grange, La compagnie de Louise
  - Gretel, Hansel et les autres de Igor Mendjisky d’après les Frères Grimm, mise en scène Igor Mendjisky, Théâtre national de la Colline
  - Sans famille de Léna Bréban d’après Hector Malot, mise en scène Léna Bréban, Comédie-Française